# Evgueni Berzin
Pour les articles homonymes, voir Berzin.
Evgueni Berzin (en russe : Евгений Берзин, Ievgueni Berzine, aussi connu sous le nom italianisé Eugenio Berzin), né le 3 juin 1970 à Vyborg, est un ancien coureur cycliste soviétique et russe. Il remporte notamment le Tour d'Italie 1994 ainsi qu'une classique : Liège-Bastogne-Liège 1994.
Il reste considéré comme l'un des plus grands espoirs du cyclisme n'ayant jamais confirmé.

## Biographie
Il est repéré par Alexandre Kuznetsov, et, de 1984 à 1991, est formé à la dure école soviétique de la piste de Saint-Pétersbourg, alors Leningrad. Déjà à l'époque, Evgueni Berzin ne cessait de se rebeller contre la dureté du système. Son insubordination allant jusqu'à faire perdre son compatriote Dmitri Nelyubin dans le Mondial 1990 de la course aux points, quelques jours après avoir décroché le titre mondial en poursuite individuelle. 
Il est engagé par Emanuele Bombini en 1992 en même temps que son compatriote et inséparable copain Vladislav Bobrik au sein de l'équipe amateur Cuoril, il passe professionnel en 1993 et fait ses gammes aux côtés notamment de Moreno Argentin. Le jeune Russe lui est d'une aide précieuse pour préserver durant neuf jours le maillot rose lors du Giro 1993.  En 1994, également au Tour d'Italie, il est le premier à vaincre Miguel Indurain dans un grand tour et ce à seulement 24 ans. Au cours de ce Giro, il devance le grand champion espagnol dans tous les domaines : chronomètre ou haute montagne. Il fait alors partie de l'équipe Gewiss.
Ce fait d'armes lui procure une grande popularité, et de grands espoirs sont placés sur ses épaules. Quelques semaines plus tôt, il battait brillamment Lance Armstrong dans Liège-Bastogne-Liège. On lui propose par la suite de devenir Italien et de nombreuses équipes le courtisent. On lui fait miroiter des contrats mirifiques. Il signe un nouveau contrat pour prolonger avec l'équipe Gewiss. Mais après avoir remporté le Giro, il demande une augmentation significative de ses émoluments, ce que les dirigeants de l'équipe refusent. Dans cette situation, Berzin montre sa volonté de changer d'équipe pour la saison suivante, ce qui amène son avocat à porter plainte contre l'équipe afin qu'elle le libère. Berzin refuse de courir sur différentes courses et aucun représentant de l'équipe ne se déplace lors de l'hommage rendu au Russe pour avoir remporté le Giro. Berzin signe un autre contrat avec Polti et assure à la presse que Gewiss et Polti sont parvenus à un accord devant le tribunal, tenant ainsi le changement d'équipe pour acquis. Cependant, un tel accord n'ayant pas été conclu, le 1er décembre, le Collège d'arbitrage italien donne raison à Gewiss, validant le contrat original signé en avril et annulant le contrat avec Polti. En raison de cela, et après des mois d'incertitude, Berzin reste chez Gewiss, dans un climat rendu difficile.
La suite de sa carrière s'avère beaucoup moins brillante. En effet, le champion russe ne parvient jamais à confirmer ses qualités. Le manque de volonté et d'entraînement ternit les résultats du Russe. On lui reproche également certaines déclarations qui lui valent de se mettre toute son équipe à dos. 
Malgré une préparation hivernale très perturbée et une période houleuse avec son équipe du fait de la signature de plusieurs pré-contrats avec d'autres formations cyclistes, il réalise un beau début de saison 1995 accompagnant notamment Laurent Jalabert et Maurizio Fondriest à la Flèche wallonne et terminant deuxième du Tour d'Italie derrière Tony Rominger. Mais il abandonne au Tour de France au lendemain d'une lourde défaite dans l'étape menant à La Plagne, alors qu'il figurait avec Miguel Indurain et Tony Rominger parmi les favoris. 
En 1996, on pense un instant que le Russe a remis sa carrière dans le sens de la marche quand il remporte le contre-la-montre Bourg-Saint-Maurice - Val d'Isère au lendemain de son premier maillot jaune. Mais son équipe, la Gewiss-Playbus, a perdu ses meilleurs coureurs l'hiver précédent, lassés par l'égoïsme de leur leader. Découragé par la démonstration de Bjarne Riis, il s'effondre dans les Pyrénées pour terminer finalement vingtième. 
1997 marque le déclin définitif du Russe de Vyborg. On ne le voit jamais plus vraiment au premier plan. Il termine très loin au Tour d'Italie et abandonne sur chute au Tour de France. En fin d'année, à Bordeaux, il s'élance dans une impossible tentative de record de l'heure établi un an auparavant par Chris Boardman, avec pour seul objectif une clause de son contrat.
Il rejoint l'équipe cycliste « La Française des jeux » (FDJ) en 1998 où il réalise ses derniers résultats: une troisième place aux Quatre Jours de Dunkerque et surtout un raid de près de 100 km dans Liège-Bastogne-Liège. Il est rattrapé à seulement 15 km de l'arrivée par Michele Bartoli. Dans la foulée, il termine neuvième du Grand Prix du Midi libre, mais manque son Tour de France, après avoir une fois encore fait illusion dans la première partie, où il termine septième du contre-la-montre de Corrèze et au terme de la première étape de montagne, il est huitième du classement général. La suite sera moins glorieuse. 
Après une saison 1999 blanche et avoir failli mettre un terme à sa carrière en fin de saison, il décide de signer un contrat d'un an avec la modeste équipe Mobilvetta-Design-Rossin en 2000. Mais à la veille du départ du Tour d'Italie, il est contrôlé avec un hématocrite supérieur à 50 % et est exclu de la course. 
Il quitte en 2001 le peloton professionnel après une fin de carrière passée dans l'anonymat. En 2000, Evgueni Berzin fait cette confidence : « Je suis toujours dans le peloton parce que j'aime la compétition. Mais je n'aime pas assez m'entraîner... ». En 1998, Stephen Roche voyait en lui « le coureur le plus doué du peloton ».

## Palmarès sur route

### Palmarès amateur
| - 1988 - 2e du Tour de Lleida - 2e de la Semaine cycliste lombarde - 1990 - 3ea étape du Tour de Normandie (contre-la-montre par équipes) - 1re étape de la Redlands Classic - 1re étape du Tour de Belgique amateurs - 2e du Tour de Belgique amateurs - 3e de la Redlands Classic - 1991 - 1re étape de la Redlands Classic - 3e étape de la Mammoth Classic - Sei Giorni del Sole - 2e de la Mammoth Classic | - 1992 - Ruban granitier breton : - Classement général - 2e étape - Course de Solidarność et des champions olympiques - 2e du championnat du monde militaires sur route |  |

### Palmarès professionnel
| - 1993 - 2e de la Semaine cycliste lombarde - 1994 - Champion de Russie du contre-la-montre - 3e étape du Critérium international (contre-la-montre) - Liège-Bastogne-Liège - Week-end ardennais - Tour des Apennins - Tour d'Italie : - Classement général - Classement du meilleur jeune - 4e, 8e (contre-la-montre) et 18e (contre-la-montre) étapes - 3e et 5e étapes de la Bicyclette basque - 2e du Tour méditerranéen - 2e de Tirreno-Adriatico - 2e du Tour du Pays basque - 2e du Tour du Trentin - 2e de la Bicyclette basque - 3e du Trofeo Laigueglia - 3e de la Semaine cycliste internationale - 3e du Critérium international - 3e de la Flèche wallonne | - 1995 - 21e étape du Tour d'Italie - Bicyclette basque : - Classement général - 2e étape - 3e étape du Tour de France (contre-la-montre par équipes) - 2e du Tour d'Italie - 3e du Critérium international - 3e de la Flèche wallonne - 1996 - 5e étape de Tirreno-Adriatico (contre-la-montre) - 19e étape du Tour d'Italie (contre-la-montre) - Prologue et 8e étape (contre-la-montre) du Tour de Suisse - 8e étape du Tour de France (contre-la-montre) - 4e du Tour de Suisse - 6e du Tour de Romandie - 10e du Tour d'Italie - 1997 - Grand Prix Jornal de Noticias - Coppa delle Nazioni (contre-la-montre) - 1998 - 3e des Quatre Jours de Dunkerque |  |

### Résultats sur les grands tours

#### Tour de France
4 participations
- 1995 : abandon (10e étape), vainqueur de la 3e étape (contre-la-montre par équipes)
- 1996 : 20e, vainqueur de la 8e étape (contre-la-montre),  maillot jaune pendant 2 jours
- 1997 : non-partant (7e étape)
- 1998 : 25e

#### Tour d'Italie
7 participations
- 1993 : 90e
- 1994 :  Vainqueur du classement général, vainqueur du  classement du meilleur jeune et des 4e, 8e (contre-la-montre) et 18e (contre-la-montre) étapes,  maillot rose pendant 19 jours
- 1995 : 2e, vainqueur de la 21e étape
- 1996 : 10e, vainqueur de la 19e étape (contre-la-montre)
- 1997 : 20e
- 1999 : 52e
- 2000 : non-partant

## Palmarès sur piste

### Championnats du monde amateurs
- Lyon 1989
  -  Médaillé d'argent de la poursuite par équipes (avec Viatcheslav Ekimov, Dmitri Nelyubin et Mikhail Orlov)
- Maebashi 1990
  -  Champion du monde de poursuite individuelle amateurs
  -  Champion du monde de poursuite par équipes amateurs (avec Valeri Baturo, Alexander Gontchenkov et Dmitri Nelyubin)
- Stuttgart 1991
  -  Médaillé d'argent de la poursuite par équipes (avec Vadim Kravchenko, Dmitri Nelyubin et Vladislav Bobrik)

### Championnats du monde juniors
- 1988
  -  Champion du monde de poursuite par équipes juniors (avec Valeri Baturo, Alexander Gontchenkov et Dmitri Nelyubin)

### Championnats nationaux
- 1988
  - Champion d'URSS de poursuite par équipes juniors (avec Valeri Baturo, Alexander Gontchenkov et Dmitri Nelyubin)
- 1989
  - Champion d'URSS de poursuite par équipes (avec Viatcheslav Ekimov, Dmitri Nelyubin et Mikhail Orlov)
- 1990
  - Champion d'URSS de poursuite par équipes "indoor" (avec Viatcheslav Ekimov, Dmitri Nelyubin et Dimitri Zhdanov)